# Josep Maria Bricall
Josep Maria Bricall Masip (Barcelona, España; 3 de diciembre de 1936) es un economista, profesor y político español. Ha sido Consejero de Gobernación de la Generalidad de Cataluña (1979-1980) y rector de la Universidad de Barcelona (1986-1994).

## Biografía

### Trayectoria académica y docente
En 1968 se doctoró en Derecho y en 1975 en Ciencias Económicas. Fue profesor de Análisis Económico en la Universidad Autónoma de Barcelona y en ESADE (1962-1969), y catedrático de Economía Política y Hacienda Pública en la Universidad de las Islas Baleares (1981) y en la Universidad de Barcelona (de 1983 hasta su jubilación en 2007). Ha sido profesor visitante en las universidades de Grenoble III, Paris XII, Pavía y Varese.
En 1986 fue elegido rector de la Universidad de Barcelona, tras superar en las votaciones a Eulalia Vintró, y se mantuvo en el cargo hasta 1994. De 1994 a 1998 presidió la Conferencia de Rectores Europeos (European Universities Association).
La mayor parte de sus investigaciones y publicaciones se centran en la economía catalana durante la Guerra Civil Española —a la que dedicó su tesis doctoral, La industria y las finanzas de la Generalidad de Cataluña durante la guerra civil, publicada en dos volúmenes— y en las finanzas públicas. Ha participado en varios trabajos colectivos, entre los que destacan Estado autonómico y finanzas públicas (1984) y Universidad 2000 —conocido popularmente como "Informe Bricall"—, del que fue director. Este informe sobre la enseñanza universitaria en España, realizado por encargo de la Conferencia de Rectores de Universidades Españolas, fue motivo de controversia entre la comunidad estudiantil, al sugerir reformas en los modelos de financiación universitaria, como el aumento de las tasas.

### Trayectoria política
La elaboración de su tesis doctoral le llevó a conocer y entablar amistad con el presidente de la Generalidad de Cataluña en el exilio, Josep Tarradellas. Durante la Transición Bricall fue uno de los artífices del regreso de Tarradellas para presidir el primer gobierno provisional de Cataluña tras la restauración de la Generalidad. Aun sin tener adscripción política, su amistad con él le llevó a formar parte de su gobierno, primero como secretario general de la presidencia (1977-79) y más tarde como consejero de gobernación (1979-80). En las elecciones al Parlamento de Cataluña de 1984 fue elegido diputado como independiente en la candidatura del Partit dels Socialistes de Catalunya (PSC-PSOE), escaño al que renunció en enero de 1986.
En 2004 fue nombrado por la Generalidad de Cataluña comisionado para el diseño de la estructura y funcionamiento del Consejo Nacional de la Cultura y de las Artes (CoNCA).

## Obras
- Política económica de la Generalidad (1936-1939):
  - Evolución y formas de la producción industrial (1ª parte, 1970)
  - El sistema financiero (2ª parte, 1979)
- La planificación económica (1973)
- Introducción a la economía (1977)
- Estado autonómico y finanzas públicas (junto a Antoni Castells y Ferran Sicart, 1984)
- Memoria de un silencio. El gobierno Tarradellas (1977-1980): cierta manera de hacer política (2003)
- Cinco ensayos sobre la crisis y sus consecuencias para el estado de bienestar (2013)

## Reconocimientos
- Doctor honoris causa por las universidades de:
  - Sōka
  - Rovira i Virgili
  - Paris-Est Marne-la-Vallée
  - Paris-Est Créteil Val-de-Marne
  - Babeș-Bolyai
  - Bolonia
- Cruz de San Jorge (1994)
- Distinción de colegiado de mérito del Col·legi d'Economistes de Catalunya (1999)
- Medalla de honor de la Conferencia de Rectores de las Universidades Españolas (2005)[5]